# Давид, Курт
Курт Дави́д (нем. Kurt David; 13 июля 1924, Райхенау (ныне г. Богатыня Польша) — 2 февраля 1994, Гёрлиц) — немецкий писатель и журналист. Лауреат Национальной премии ГДР (1973) и премии им. Алекса Веддинга (1970).

## Биография
После окончания торговой школы, был мобилизован в армию. Участник второй мировой войны с 1942 г. Сражался на Восточном фронте. Был ранен. Попал в плен. До 1946 г. находился в Советском Союзе. Вернувшись на родину поселился в ГДР.
Работал государственным чиновником, четыре года следователем в народной полиции, затем стал репортëром, секретарëм Культурного союза ГДР.
С 1954 г. полностью посвятил себя литературной деятельности. Совершил ряд заграничных поездок по Европе и Азии, сопровождая их репортажами.

## Творчество
На раннем периоде своего творчества писатель поднимал тему формирования личности в социалистическом обществе, будней строительства нового общества, конфликтов, преодолеваемых в личной жизни людей, осмысления недавнего прошлого Германии.
Второй этап характеризуется увлеченностью автора музыкой. В эти годы им создан ряд беллетризированных биографий композиторов (Бетховена, Шуберта и др.).
Третий, принесший К. Давиду наибольшую популярность у читателей — произведения адресованные детям и молодежи.
Кроме того, он автор нескольких исторических повестей и романов («Чингисхан: Чёрный Волк», «Тенгери, сын Чёрного Волка»).

## Избранная библиография
Автор книг:
- Die Verführten, 1956
- Gegenstoß ins Nichts, 1957
- Befehl ausgeführt, 1958
- Michael und sein schwarzer Engel, 1958
- Briefe an den lieben Gott, 1959
- Der erste Schuß, 1959
- Der goldene Rachen, 1960
- Der Granitschädel, 1960
- Sechs Stare saßen auf der Mauer, 1961
- Im Land der Bogenschützen, 1962
- Der singende Pfeil, 1962
- Polnische Etüden, 1963
- Beenschäfer, 1964
- Freitags wird gebadet, 1964
- Das Haus im Park, 1964
- Der Spielmann vom Himmelpfortgrund, 1964
- Die goldene Maske, 1966
- Der Schwarze Wolf, 1966
- Tenggeri, 1968
- Bärenjagd im Chentei, 1970
- Begegnung mit der Unsterblichkeit, 1970
- Die Überlebende, 1972
- Antennenaugust, 1975
- Der Bär mit dem Vogel auf dem Kopf, 1977 (в соавт.)
- Was sich die schönste aller Wolken wünschte, 1977 (в соавт.)
- Der Löwe mit der besonders schönen langen Mähne, 1978 (в соавт.)
- Der Khan mit den Eselsohren, 1981 (в соавт.)
- Goldwurm und Amurtiger, 1982 (в соавт.)
- Rosamunde, aber nicht von Schubert, 1982
- Das weiße Pony, 1989.

Книги К. Давида печатались в переводе на польском, чешском, русском и др. языках. В СССР произведения автора включались в сборники «Современная повесть ГДР. 70-е годы», антологии «Свобода пришла не сразу…», «Магический кристалл».

## Награды и премии
- Орден Заслуг перед Отечеством (1980)
- Премии Министра культуры ГДР (1962, 1966, 1972),
- премия имени Алекса Веддинга (1970),
- Национальная премия ГДР (1973),
- премия имени Лиона Фейхтвангера (1984).